# Peter Boghossian
Peter Gregory Boghossian (né le 25 juillet 1966) est un philosophe américain. Il était professeur assistant de philosophie à l'université d'État de Portland. Les domaines d'études de Boghossian comprennent l'athéisme, la pensée critique, la pédagogie, le scepticisme scientifique et le dialogue socratique. Il est l'auteur de A Manual for Creating Atheists, publié en 2013.
Boghossian a été impliqué dans l'affaire des études victimaires (aussi appelée « Sokal au carré » dans la couverture médiatique) avec les collaborateurs James Lindsay et Helen Pluckrose, dans laquelle ils ont publié plusieurs papiers canular dans des revues universitaires, dans le cadre de leur critique d'un ensemble de domaines comprenant les études de genre. En conséquence, l'université d'État de Portland a entamé en 2018 une enquête sur sa supposée mauvaise conduite. En septembre 2021, il démissionne de son poste de professeur d'université, se plaignant d'être « harcelé par des étudiants woke ».

## Carrière
Ses principaux intérêts sont la pensée critique, la philosophie de l'éducation et le raisonnement moral.
La thèse de Boghossian examine l'utilisation de la méthode socratique avec des détenus afin de susciter une pensée critique et un raisonnement moral, dans le but de réduire le comportement criminel. La recherche a été financée par l'État de l'Oregon. Boghossian était président du comité consultatif sur les prisons de l'établissement pénitentiaire de Columbia River et il est actuellement membre du Center for Prison Reform. Boghossian est professeur adjoint à l'université d'État de Portland.
L'université d'État de Portland, ayant un intérêt pour la réforme pénitentiaire, a noué un partenariat avec le Columbia River Correctional Institution en 2009 afin de répondre aux besoins des détenus en cours de réinsertion. Ce partenariat a été détaillé dans un article intitulé Prisons, Community Partnerships, and Academia: Sustainable Programs and Community Need.
Le 17 février 2022, il donne une conférence sur le « wokisme » au Mathias Corvinus Collegium (MCC) de Budapest, en Hongrie.

## Points de vue et thèmes abordés
Boghossian est l'un des conférenciers du Center for Inquiry, de la fondation Richard Dawkins pour la raison et la science et de l'Alliance des Étudiants Séculiers. Il a été nommé membre du Global Secular Council.
Boghossian est l'auteur du livre A Manual for Creating Atheists. Il a également contribué au livre de Stefan Molyneux, Against the Gods,.
Boghossian considère que toutes les croyances basées sur la foi sont des « illusions ». Dans une interview de Dave Rubin en 2015, Boghossian s'est décrit comme un libéral classique qui n'a jamais voté pour un candidat républicain, mais n'est « pas un fan » des démocrates. Il a déclaré que n'importe quel candidat républicain à l'élection présidentielle de 2016 « serait un désastre total ».
Selon lui, « la gauche régressive a pris le dessus sur le monde universitaire ». Il a répété à plusieurs reprises que le relativisme culturel et l'égalitarisme sont des valeurs contradictoires.
Richard Dawkins a déclaré que les techniques de persuasions amicales utilisées par Boghossian ne font pas partie de ses méthodes mais qu'il serait plus efficace en les utilisant. Il ajoute qu'elles sont incontestablement très persuasives et nécessaires.
Après la publication de ses études « canulars », Il fait l'objet d'enquêtes répétées du bureau « de la diversité globale et de l'inclusion » de son université. Selon The Times, Boghossian « a vraiment bouleversé bon nombre de ses collègues universitaires en écrivant de faux articles de recherche et en les plaçant dans des revues de sciences sociales pour mettre en évidence des normes académiques douteuses dans des domaines tels que les études de genre. »
En septembre 2021, il démissionne de son poste considérant que l’université de Portland est devenue non plus un lieu d’apprentissage mais une « Usine de Justice Sociale ». Dans une lettre, publiée pour la première fois dans Common Sense de Bari Weiss, il écrit « les étudiants de l'État de Portland n'apprennent pas à penser. Au contraire, ils sont entraînés à imiter la certitude morale des idéologues ».

### L'affaire des études victimaires
L'affaire des études victimaires (également appelée le scandale « Sokal au carré » par les médias) fait référence à la soumission de fausses études scientifiques examinées par les pairs, orchestrée par Boghossian, James A. Lindsay et Helen Pluckrose dans une série de domaines universitaires qu’ils ont appelé « études victimaires », une sous-catégorie d’études sur la race, le genre, le féminisme et la sexualité pour lesquelles, selon eux, de faibles normes scientifiques sont appliquées.
À partir d'août 2017, le trio a rédigé 20 faux articles, qu'il a soumis à des revues à comité de lecture sous divers pseudonymes, comprenant le nom de leur ami Richard Baldwin, professeur émérite au Gulf Coast State College de Floride et ami de Boghossian. Le projet a été stoppé peu de temps après qu'un des articles de la revue de géographie féministe Gender, Place and Culture ait été critiqué sur les médias sociaux, puis que son authenticité ait été mise en doute dans Campus Reform.
Après cela, le trio a révélé toute l'étendue de son travail dans une vidéo YouTube créée et diffusée par le réalisateur de documentaires Mike Nayna, parallèlement à une enquête du Wall Street Journal,. Au moment de la révélation, sept de leurs vingt papiers avaient été acceptés, sept étaient toujours en cours d’examen et six avaient été rejetés. Un article, accepté par la revue de travail socialiste féministe Affilia, transposait en jargons contemporains des passages de Mein Kampf d’Adolf Hitler.
Tom Whipple, du Times, a écrit que les critiques académiques avaient vanté les études antérieures à la révélation du canular en tant que « contribution riche et passionnante à l'étude de ... l'intersection entre la masculinité et l'analité », « excellente et très opportune », « dialogue important pour les assistantes sociales et les universitaires féministes ».
Le projet a attiré à la fois louanges et critiques. L’auteur et conférencier Yascha Mounk de Harvard l’a surnommé « Sokal au carré » en référence au canular de la célèbre affaire Sokal perpétrée par Alan Sokal et en déclarant « le résultat est hilarant et délicieux. Il met également en évidence un problème sérieux avec de grandes parties du monde universitaire ». Le psychologue de Harvard, Steven Pinker, a déclaré que le projet posait la question : « Existe-t-il une idée tellement bizarre qu'elle ne soit pas publiée dans un journal de 'théorie' Critique / Post-Moderne / Identitaire ? ». Daniel Engber, de Slate, a critiqué le projet en déclarant qu' « on aurait pu utiliser cette méthode dans presque toutes les disciplines empiriques et obtenir le même résultat ». Dans une lettre ouverte, onze des collègues de Boghossian de l'université d'État de Portland ont écrit que les canulars « violaient les normes acceptables en matière de recherche » et constituaient des « activités frauduleuses, pertes de temps et anti-intellectuelles »,. Joel P. Christensen et Matthew A. Sears ont déclaré qu'il s'agissait « de l'équivalent académique des articles frauduleux sur le planning familial » publié en 2015. Carl T. Bergstrom a déclaré que « les hoaxers semblent naïfs quant à la manière dont le système [d'examen par les pairs] fonctionne réellement ».

#### Canular du papier deCogent Social Sciences
En 2017, Boghossian et son collègue James Lindsay ont publié un canular intitulé « Le pénis conceptuel en tant que construction sociale ». L'article, que les auteurs ont qualifié d'intentionnellement absurde et écrit de manière à imiter le style de « théorie du genre discursive poststructuraliste », soutenait que le pénis devait être considéré « non comme un organe anatomique, mais comme une construction sociale »,. Boghossian et Lindsay ont initialement soumis le document à Norma, où il avait été rejeté,. Ils ont ensuite soumis le document à Cogent Social Sciences, une revue en accès libre qui a été critiquée pour être une revue prédatrice.
Les auteurs ont ensuite révélé le canular dans le magazine Skeptic. Boghossian et Lindsay ont déclaré vouloir démontrer que « les études sur le genre sont paralysées du point de vue académique par une croyance quasi religieuse dominante selon laquelle la masculinité est la racine de tout mal », et aussi vouloir mettre en lumière les problèmes liés aux processus de révision des revues à accès libre. Un certain nombre de critiques se sont demandé si l'article de Boghossian et Lindsay démontrait un problème dans le domaine des études de genre. Alan Sokal, professeur de mathématiques responsable d'un canular similaire en 1996, a noté que Cogent Social Sciences était un journal de faible niveau, en accès libre, non spécialisé dans les études de genre, et qu'il semblait improbable que le document ait été accepté dans une revue grand public sur les études de genre.

#### Accusations de fraude scientifique
En 2018, l'employeur de Boghossian, l'université d'État de Portland, a ouvert une enquête pour fraude scientifique portant sur l'affaire des études victimaires. Selon la Chronicle of Higher Education, le comité de protection des personnes de l'université a conclu que Boghossian avait enfreint les règles éthiques en effectuant des recherches sur des sujets humains sans approbation. L'université a également indiqué qu'elle « envisageait d'ajouter la falsification de données ».
Le biologiste de l'évolution Richard Dawkins a suggéré que l'enquête pourrait être motivée par des considérations politiques : « Si les membres de votre commission d’enquête s’opposent à l’idée même de la satire en tant que forme d’expression créative, ils devrait le dire honnêtement. Mais prétendre qu'il s'agit de publier de fausses données est tellement ridicule que l'on ne peut s'empêcher de soupçonner une arrière-pensée ». Les experts de la CISR interrogés par Jesse Singal pour le New York Magazine sont convenus que Boghossian aurait dû demander l'approbation de la CISR pour cette étude.

## Publications

### Thèse
- Pédagogie socratique, pensée critique, raisonnement moral et éducation carcérale : une étude d'exploration[34]

### Livres
- (en) Peter Boghossian, A Manual for Creating Atheists, Pitchstone Publishing, 1er janvier 2013, 280 p. (ISBN 978-1-939578-09-9 et 1-939578-09-4)
- (en) Peter Boghossian et James Lindsay, How to Have Impossible Conversations: A Very Practical Guide, Da Capo Lifelong Books, 17 octobre 2019, 272 p. (ISBN 978-0738285320)

### Les films
- Reasons To Believe, documentaire de 2017